# André Berilhe
Pas d'image ? Cliquez ici

a Compétitions nationales et continentales officielles uniquement.

André Berilhe, né le 17 avril 1932 à Dax et mort le 29 octobre 2012 dans la même ville, est un joueur français de rugby à XV qui évolue au poste de pilier droit. Il effectue la majeure partie de sa carrière au sein du club de l'US Dax.

## Biographie

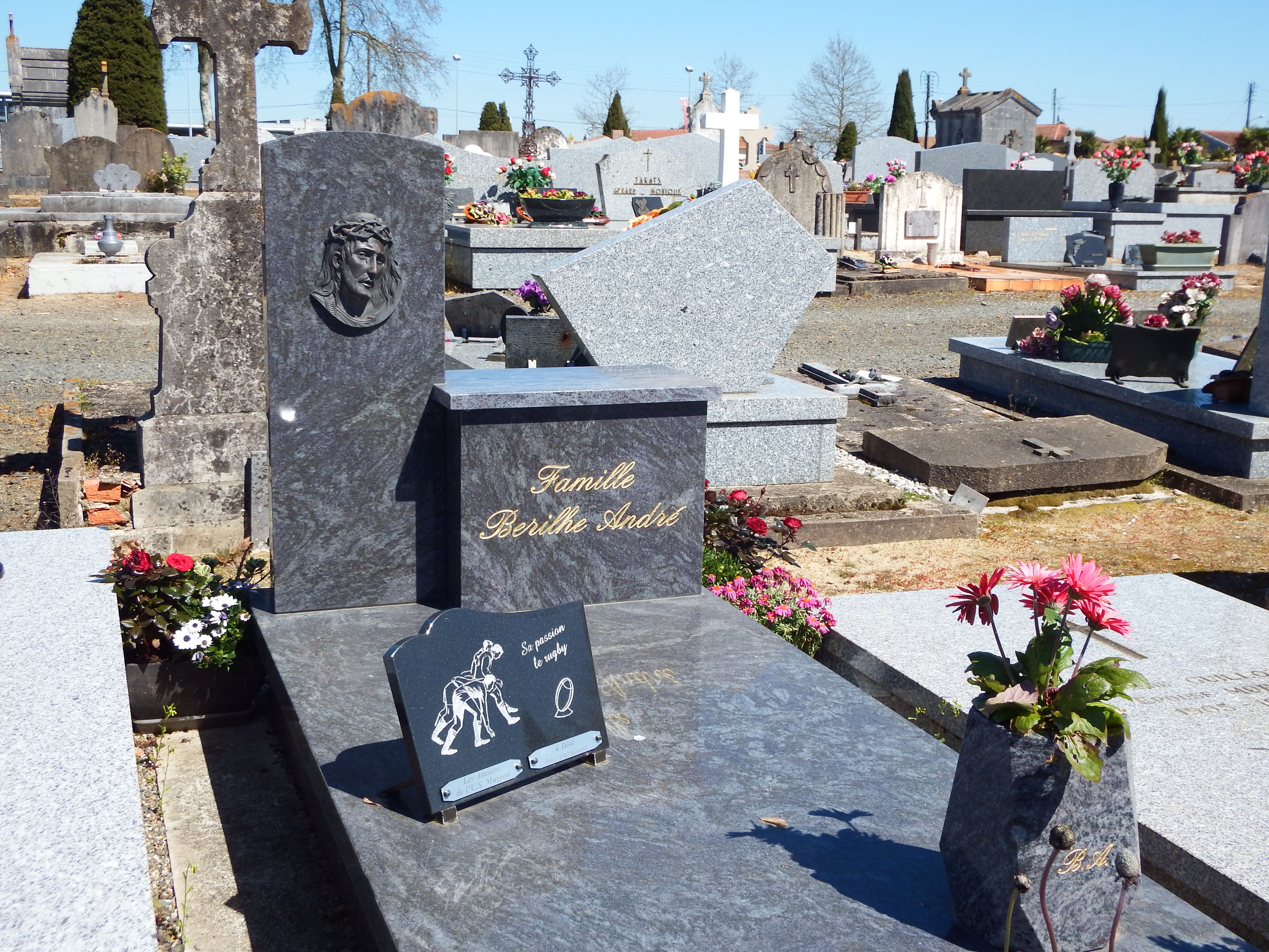
André Berilhe est enterré au cimetière Saint-Pierre de Dax.

Né le 17 avril 1932 à Dax, André Berilhe commence le rugby à XV avec l'US Dax avec qui il remporte deux titres de champion de France junior. Il voit sa carrière débuter en tant que troisième ligne centre. À la suite de difficultés du club, il est assigné par son entraîneur à la droite de la première ligne, qui devient alors son poste de prédilection. Il fait partie, aux côtés de Jean Bachelé et Léon Berho, de la première ligne dacquoise des « Trois B ». S'il remporte deux fois le Challenge Yves du Manoir, son palmarès reste vierge de tout Bouclier de Brennus, disputant trois finales avec l'US Dax en 1956, 1961 et 1963. Lors de cette dernière finale contre le voisin du Stade montois, le capitaine dacquois reçoit un coup donné par derrière qui l'éloigne du terrain pour la majeure partie de la rencontre, laissant le pack d'avants rouges affaibli. 
Redoutable pilier au sein du club landais, André Berilhe est alors dans les papiers de la Fédération française pour la liste du Tournoi des Cinq Nations 1954. Une carrière internationale qui ne se dessine jamais, en raison d'une autre carrière annexe en rugby à XIII sous l'anonymat du patronyme André Berrit. En effet, il accepte vers la fin de la saison de rejoindre les rangs du Lavardac XIII sur l'invitation de son capitaine de la 3e région aérienne de Bordeaux, où il effectue alors son service militaire. Dénoncé par une lettre anonyme, il ne joue alors aucun match avec l'équipe de France, et se contente de trois sélections en 1956 avec l'équipe de France B contre l'Allemagne, l'Espagne et l'Italie.
Dédé finit sa carrière sportive en tant que joueur-entraîneur du club landais de Mugron, qu'il rejoint l’été 1965 après avoir quitté l'US Dax,.
Il meurt le 29 octobre 2012 dans sa ville natale des suites d'une longue maladie.

## Palmarès
- Championnat de France de première division :
  - Vice-champion (3) : 1956, 1961 et 1963.
- Challenge Yves du Manoir :
  - Vainqueur (2) : 1957 et 1959.